# Cimetière militaire du hameau de Vertigneul
Le cimetière «  Vertigneul Churchyard, Romeries » (Cimetière de l'enclos paroissial) est un cimetière militaire  de la Première Guerre mondiale situé dans le hameau de Vertigneul sur le territoire de la commune de Romeries, Nord.

## Localisation
Ce cimetière est situé derrière l'église.

## Historique
Occupé dès la fin août 1914 par les troupes allemandes, la région est restée  loin des combats jusqu'au 23 octobre 1918 date à laquelle Vertigneul et Romeries furent pris par le 1er régiment d'Otago, le 2e régiment de Canterbury et le 8e fusiliers du Lancashire. Ce cimetière a été créé à cette date pour inhumer les victimes de ces combats.

## Caractéristique
Ce cimetière comporte les sépultures de 21 soldats, dont 19 Néo-Zélandais, 1 Britannique et un Allemand. Les tombes sont alignées en deux parties formant un angle droit le long du mur du fond du cimetière.

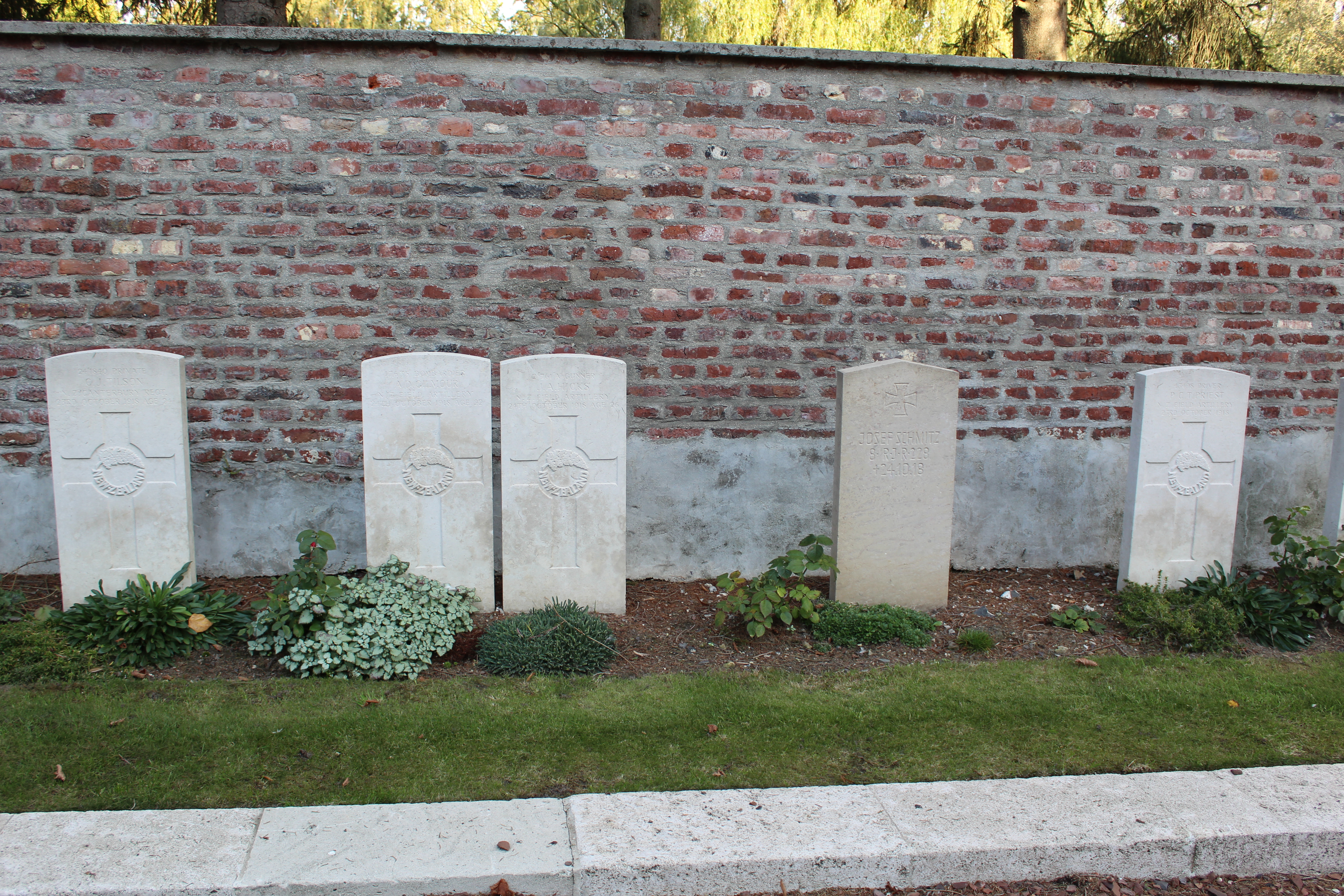
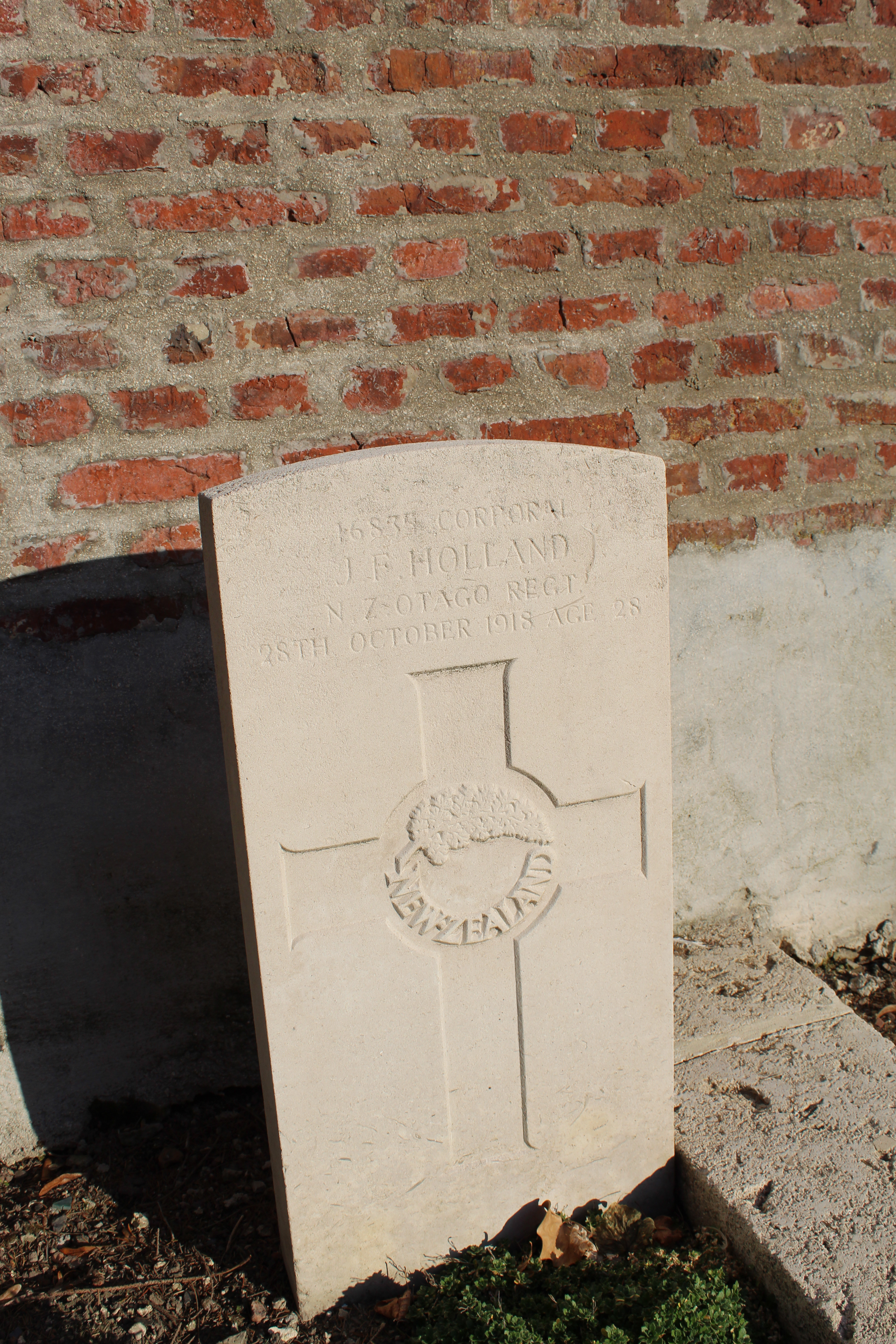

## Sépultures
| Pays             | Sépultures |
| ---------------- | ---------- |
| Nouvelle-Zélande | 19         |
| Royaume-Uni      | 1          |
| Allemagne        | 1          |
| Total            | 21         |

### Liens Externes
- « Vertigneul », sur inmemories.com (consulté le 12 avril 2023)